# Російський «гуманітарний конвой» в Україну

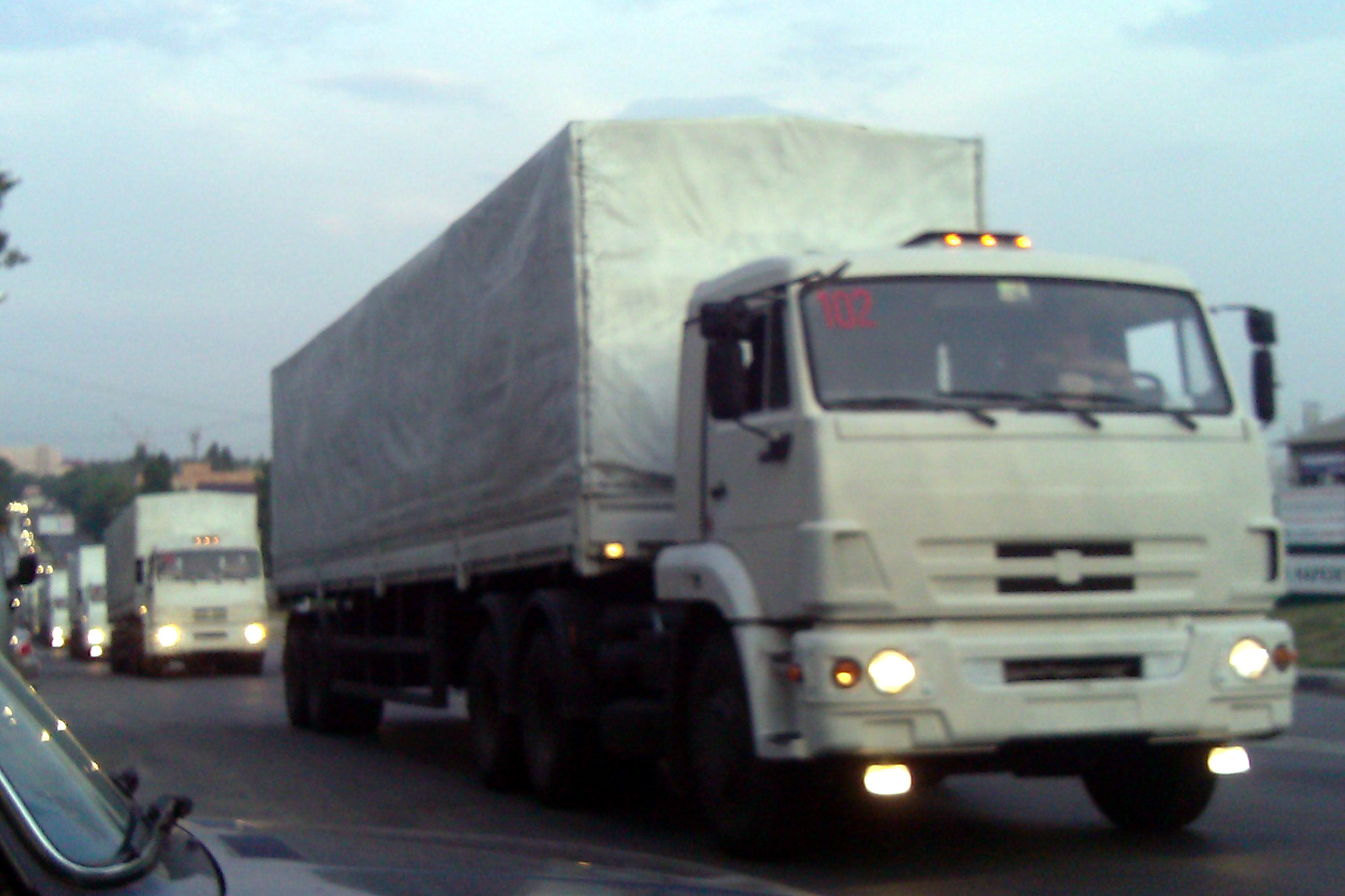
Перша автоколона у Воронежі 12 серпня 2014 року

Російський «гуманітарний конвой» в Україну — кампанія з матеріально-технічної допомоги з боку Російської Федерації бойовикам та населенню на території так званих «ДНР» та «ЛНР» під час війни на сході України протягом 2014—2017 рр. Постачання бойовикам під прикриттям гуманітарної допомоги продовольства, зброї, військової амуніції, паливно-мастильних матеріалів тощо. Під час перетину кордону з Україною «гуманітарних конвоїв», Російська Федерація не допускає до огляду їх вмісту представників прикордонних служб та митниці України. «Гуманітарні конвої» засуджені світовим співтовариством як такі, що порушують міжнародне право. Згадані вантажі ніколи не передавалися Російською Федерацією представникам Міжнародного Червоного Хреста для розподілу, як це прийнято робити з гуманітарною допомогою. Список речей, що перетинали кордон при цьому, Україні не надавався. Є одним із доказів підтримки Російською Федерацією бойовиків на Сході України. У зворотньому напрямку автомобілі «конвою» нерідко вивозили обладнання з українських промислових підприємств, а окремі з них — загиблих російських військовослужбовців. Крім того, надання «гуманітарної допомоги» є популізмом з боку Росії, оскільки частина автомобілів у конвоях є напівпорожніми (такими були, принаймні, перший, тридцять шостий, сорок другий, сорок шостий, шістдесят третій та шістдесят шостий конвої). Поряд з цим, представники т.з. «ДНР» і «ЛНР» відмовлялися від гуманітарної допомоги, що пропонувалася міжнародними організаціями. Так, у вересні 2015 року на територію, яка тимчасово контролюється незаконними збройними формуваннями, не пустили 8 вантажних автомобілів з гуманітарною допомогою від Міжнародного комітету Червоного Хреста, у листопаді 2015 року — 23 автомобілі із вантажем від Всесвітньої продовольчої програми ООН

## Перший «конвой»
11 серпня 2014 року Президент РФ Володимир Путін під час розмови з головою Єврокомісії Жозе Мануелем Баррозу заявив, що спрямовує на територію України «гуманітарний конвой». За твердженнями керівництва Росії конвой був узгоджений із керівництвом Червоного Хреста. У відповідь Міжнародний Комітет Червоного Хреста підтвердив можливість власної участі в доставці гуманітарної допомоги в Україну, але власними силами і без будь-якого збройного ескорту, а МЗС України повідомило, що готове прийняти гуманітарні вантажі лише за умов звернення приймаючої країни, узгодження переліку допомоги, доставка її через канали ООН та Червоного Хреста і «виключно через підконтрольні Україні пункти пропуску на кордоні».
12 серпня з підмосковного Наро-Фомінська вирушили 280 білих КАМАЗів. Було заявлено, що вантаж «конвою» — речі та продукти першої необхідності: крупа гречана, рис і Перлова крупа в мішках, цукор, вода, дитяче харчування, медикаменти, спальні мішки, переносні дизель-генератори. В ніч на 13 серпня «конвой» намагався прорватися на територію Харківської області в супроводі військової техніки. Ця спроба Україною була заблокована на дипломатичному рівні.
13 серпня очікувалось прибуття конвою в м. Шебекіне Бєлгородської області (Росія). При цьому з невідомих причин число машин «конвою» зменшилось до 262. Планувалось, що конвой буде направлений в Україну через Харківську область. У подальшому, від цього маршруту російська сторона відмовилась, можливо, через неочікувану наявність на пункті пропуску сканерів. Треба зауважити, що в цю ніч також на пункт пропуску приїхали харківські активісти та волонтери, щоб перешкодити можливому перетину кордону «гумконвоєм».
14 серпня неподалік від місця, де стали табором КАМАЗи «гуманітарного конвою», спостерігається активний рух російської військової техніки, яка перетнула кордон України поблизу захопленого терористами пропускного пункту «Ізварине». Свідками незаконного перетину кордону виявились кореспонденти «The New Times» та британського «Guardian».
15 серпня в м. Донецьк Ростовської області (Росія) «конвой» змогли оглянути журналісти. Результати огляду показали, що частина машин виявилась практично порожньою. В окремих машинах були виявлені дошки, які звичайно підкладають під гусениці важкої техніки для захисту транспорту від пошкодження.
22 серпня колона з 145 машин перетнула державний кордон України в районі контрольованого бойовиками пункту пропуску Ізварине без згоди і супроводу представників Червоного Хреста. При цьому українські прикордонники, які залучались для оформлення конвою, виявились заблокованими на території Росії.
23 серпня всі машини «конвою» покинули територію України. РНБО заявив, що путінські КамАЗи вивезли з Луганська обладнання патронного заводу та обладнання для виробництва радіолокаційних систем «Кольчуга» донецького заводу «Топаз».
Після завершення «конвою» з'явилась інформація, що обладнання окремих підприємств Донецької та Луганської області демонтоване або вивезене до Росії. Так, обладнання луганського Машинобудівного заводу виявилось в Чувашії.

### Застереження
Можливі ризики заходження «конвою» на територію України та справжнє призначення «конвою», за словами письменника Андрія Куркова, полягають у наступному:
- складувати, охороняти та роздавати цю «допомогу» запросять терористів з ДНР та ЛНР, тим самим перетворивши їх на співробітників гуманітарної місії з подальшим вивозом їх до Росії;
- посилення військової допомоги, що спрямовується для терористів, аби захистити їх як «співробітників російської гуманітарної місії»;
- перефарбовані військові «камази» є власністю МО РФ, тому Росія буде готова захищати їх у зв'язку з «неспроможністю» самостійно виїхати назад до їхньої країни.

СБУ вважає, що «гуманітарний вантаж» буде направлений бойовикам, а самі автомобілі будуть використані для перевезення озброєння.

## Подальші «конвої»
У ніч з 12 на 13 вересня 2014 року перші 70 машин другого «конвою» вторглися в Україну і без супроводу співробітників Міжнародного комітету Червоного Хреста направились в бік Луганська. Українські митники і силовики повідомили, російська сторона так і не надала ніякої офіційної інформації про вміст і плани руху нового конвою.
Третій «гуманітарний конвой» складався з приблизно 200 автомобілів. За повідомленням росіян, вантаж включав воду, продукти харчування, генератори. Акцент зроблено на медикаменти. 19 вересня в РНБО заявили, що Україна не одержала жодних офіційних даних про склад і маршрут третього «гуманітарного конвою» РФ.
Дві колони МНС Росії, які доставили четвертий «гуманітарний вантаж», перетнули український кордон через прикордонні пункти пропуску «Матвєєв Курган-Успенка» та «Донецьк-Ізварине». За словами росіян, близько 100 вантажівок доставили в Донецьк і Луганськ по 500 тонн гуманітарної допомоги — продукти харчування і будматеріали.
02 листопада 2014 року в пункті пропуску «Донецьк» (РФ) Російська Федерація здійснила переміщення в Україну 32 автомашин п'ятого так званого «гуманітарного конвою». Українська міжвідомча робоча група, яка тимчасово перебувала у пункті пропуску «Донецьк» (РФ), участі в оформленні вантажу не брала.
Шостий «гумконвой» — автоколона із 20 машин, яка привезла в Донецьк та Луганськ 4 листопада 2014 року паливо і медикаменти, загальною вагою близько 100 тонн.
13 листопада 2014 року стало відомо, що Росія направить на територію Донбасу, що знаходиться під контролем проросійських бойовиків, сьомий «гуманітарний конвой» з 82 вантажівок, які доставлять 625 тонн вантажу. Цей конвой з більше 70-ти машин та понад 450 тонн вантажу прибув до бойовиків до Донецька та Луганська 16 листопада. За інформацією начальника МНС Росії Олега Воронова, 54 автомобілі направились до Донецька, а ще 20 — до Луганська, і в ньому знаходилось електротехнічне обладнання та комплектуючі, будматеріали, а також паливно-мастильні матеріали відповідно до заявок з цих територій. Пізніше стало відомо, що українські прикордонники зробили «візуальний огляд» вантажу, а його вміст невідомий. Разом з тим, в українському МЗС наголосили на порушенні Росією міжнародних правил направлення гуманітарних вантажів. Також факт перетину конвою зафіксували представники спеціальної моніторингової місії ОБСЄ в Україні. Того ж дня вантажні автомобілі з конвою почали покидати територію України. За інформацією Луганської ОДА, в цьому «гуманітарному конвої», що прибув до Луганська, продуктів харчування, медикаментів та теплих речей не було, а натомість він привіз боєприпаси, зокрема, ящики з патронами, міни, снаряди, після розвантаження яких автомобілі поїхали назад. Також військову активізацію бойовиків пов'язали з прибуттям цього «гуманітарного конвою». Разом з тим, комендант Червонопартизанська заявляв, що люди отримають гроші після продажу гуманітарної допомоги. Пізніше було зафіксовано, як Донецьком за білим КАМАЗом з «гуманітарного конвою» пересувались дві вантажівки з артилерійськими гарматами, але представники російського МНС заперечили можливість цього, пояснивши, що 22 та 23 листопада вантажівки з «гуманіторного конвою» не перебували на Донбасі.
27 листопада 2014 року з Ногінська, що у підмосков'ї, вирушило 60 вантажних автомобілів восьмого «гумконвою». За інформацією російського МНС, вони везли скло, покрівельні матеріали, а також продукти харчування, до Ростовської області, де відбувалося формування колони «гуманітарного конвою» з близько 100 машин. МЗС України заявив, що не отримувало офіційної інформації щодо цієї колони та її вантажу. 30 листопада, за інформацією російських офіційних осіб, більше 40 автомобілів пройшло через пункт пропуску «Донецьк» і попрямували до Луганська, а ще більше 60 проїхали через пункт пропуску «Матвіїв Курган» у напрямку Донецька. За інформацією, МНС Росії направлено понад 400 тонн гуманітарної допомоги для Луганська та понад 800 тонн для Донецька, що складається з будівельних матеріалів та продуктів харчування, але огляд машин представниками Червоного Хреста не здійснювався. Ввечері того ж дня автомобілі з колони, що прямувала до Луганська повернулись до Росії. Так, в складі колони російської гуманітарної допомоги, що перетнула пункт пропуску Донецьк, було зафіксовано 21 вантажний автомобіль, 18 бензовозів та 4 машини супроводження, а в Донецьку колону машин супроводжували 6 військових машин без опізнавальних знаків, зокрема, бронетехніка та вантажівки з військовими. Журналістом Томасом Сейнером було зафіксовано, що у вантажних автомобілях з колони знаходилась військова амуніція, засоби зв'язки та інші предмети військового призначення, а один з робітників, що розвантажував машини за гроші в Донецьку, повідомив, що вантажівки привезли боєприпаси.
За даними місії ОБСЄ дев'ятий «гумконвой» складався з 58 грузових автомобілів, 19 бензовозів, 2 автомобілів супроводження, 1 автомобіля командування і управління та одного автомобіля швидкої допомоги.
Десятий «конвой» нараховував близько 100 автомобілів, у тому числі 71 — вантажний та 16 (за іншими даними — 32) бензовози. Тоді як російські джерела повідомляли про понад 180 автомобілів у цьому «конвої».
Одинадцятий «конвой», за повідомленням російських медіа, нараховував 120 вантажних автомобілів, серед яких 60 були спрямовані до Луганська, інші — до Донецька.
Дванадцятий «конвой», за даними МНС РФ, складався з двох колон, одна з них перетнула кордон на пункті пропуску «Донецьк», друга — на пункті пропуску «Матвєєв Курган». У кожній з них було більше 80 автомобілів.
Тринадцятий «гуманітарний конвой» нараховував понад 100 вантажних автомобілів.
Чотирнадцятий «гумконвой», що в'їхав в Україну 15 лютого 2015 року через російські пункти пропуску «Донецьк» та «Матвєєв Курган» складався з 176 транспортних засобів. Хоча у ноті, яку російська сторона направила до України, інформуючи про наміри спорядити черговий вантаж, йшлося лише про 150 вантажівок. За повідомленням Держприкордонслужби України, значна частина автомобілів перевозили вантаж негуманітарного характеру, а саме: 41 автомобіль — паливно-мастильні матеріали, 2 — типографський папір у рулонах та 1 — друковану продукцію невстановленого змісту.
П'ятнадцятий «гумконвой», що в'їхав в Україну 20 лютого 2015 року, нараховував 12 вантажівок білого кольору та 4 автомобілів супроводу.
За повідомлення місії ОБСЄ, шістнадцятий «конвой», що в'їхав 27 лютого 2015 року, складався з 56 вантажівок, які перевозили товари, 21 автоцистерни, 4 машин супроводу, 1 автомобіля-тягача та 3 автомобілів підтримки. На кількох вантажівках спостерігачі зафіксували прапори так званих «Новоросії», «ДНР» та «ЛНР».
04 березня 2015 року через пункти пропуску «Донецьк» (РФ) та «Матвєєв Курган» (РФ) на в'їзд в Україну сімнадцятим «конвоєм» прослідувало дві колони «гумконвою» у складі 166 автомобілів. Значна частина автомобілів перевозила вантаж негуманітарного характеру, а саме: 41 автомобіль — паливно-мастильні матеріали, 1 — рекламні банери невстановленого змісту.
07 березня 2015 року російська сторона в односторонньому порядку здійснила оформлення позапланового, вісімнадцятого, так званого «гуманітарного конвою». Контроль українською міжвідомчою групою здійснювався лише шляхом візуального спостереження без виконання контрольних функцій. Через пункт пропуску «Матвєєв Курган» (РФ) на в'їзд в Україну прослідувала колона у складі 23 автомобілів. За повідомленням російської сторони, транспортні засоби перевозили вантаж з «гуманітаркою» для сімей шахтарів, загиблих і постраждалих при аварії на шахті ім. Засядька.
13 березня 2015 року російська сторона в односторонньому порядку здійснила оформлення чергового (дев'ятнадцятого) так званого «гуманітарного конвою». Як повідомили в Міністерстві з надзвичайних ситуацій Росії, всього у складі цього конвою в Україну ввели понад 50 автомашин. За даними ОБСЄ в складі колони, яка прибула до російського прикордонного пункту «Донецьк» в Ростовській області, перебувало 11 бензовозів, а також 11 вантажівок і два допоміжних автомобіля. Переміщення «гумконвою» відбувалося з грубим порушенням норм міжнародного та національного законодавства і погоджених з Міжнародним комітетом Червоного Хреста модальностей. Крім того, враховуючи, що російською стороною своєчасно не надана інформація щодо способу доставки, номенклатури вантажу та місця перетину кордону, українська міжвідомча група жодним чином, навіть шляхом візуального спостереження, участі в оформленні вантажу не брала
Двадцятий конвой перетнув український кордон 15 березня 2015 року.
20 березня 2015 року через російські пункти «Донецьк» та «Матвіїв курган» пройшло дві колони двадцять першого «гумконвою» в складі 173 автомобілів..
26 березня 2015 року кордон України порушив двадцять другий «конвой» у складі 140 вантажівок. А вже 30 березня, як заявив заступник командувача АТО полковник Валентин Федічев, проросійські бойовики вивезли з Донецька до Росії 20 фур з обладнанням промислових підприємств.
2 квітня 2015 року до кордону з Україною підійшов двадцять третій «конвой». За повідомленням МНС Росії, він складався з понад 120 автомобілів, завантажених гуманітарною допомогою загальною вагою понад 1400 тонн
 МЗС України офіційно звернулося до Росії із вимогою утриматися від цього кроку. Українська сторона не надала офіційної згоди на переміщення цього «гуманітарного вантажу» зважаючи на порушення законодавства України, сформованої міжнародної практики, а також умов і модальностей, раніше узгоджених між представниками України, Росії та Міжнародного комітету Червоного Хреста
16 квітня 2015 року до України вдерся двадцять четвертий «конвой». Через пункти пропуску «Донецьк» та «Матвієв Курган» в Україну прослідувало дві колони в складі 123 автомобілів. Загалом характер вантажу: це продукти харчування — 97 автомобілів, будівельні матеріали — 6 автомобілів. Зазирнути всередину автомобілів українська сторона знову не змогла. Під час візуального огляду, зброї, боєприпасів та вантажів військового характеру представники української міжвідомчої групи не спостерігали.
Двадцять п'ятий «конвой» перетнув український кордон 23 квітня 2015 року у складі 122 автомобілів. Російська сторона повідомила, що до «гумконвою» увійшли предмети першої необхідності, продукти харчування, медикаменти, одяг, а також подарунки для ветеранів Другої світової війни. У той же час помічник голови Державної прикордонної служби — начальник прес-служби Олег Слободян повідомив, що переважно конвой містив допомогу не гуманітарного характеру.
Тридцять шостий, сорок другий, сорок шостий та сорок дев'ятий конвої вирізнявся тим, що більшість вантажівок були завантажені лише наполовину.
Сорок дев'ятий конвой містив м'ясні та рибні консерви, термін вживання яких минув ще два роки тому.
П'ятдесят дев'ятий конвой (22 грудня 2016 року) складався з 46 автомобілів, тоді як у ноті МЗС РФ було зазначено 40 вантажівок.
Шістдесят третій конвой — автомобілі були заповнені трохи більше ніж наполовину.
Шістдесят шостий конвой був заповнений лише на 60%, кількість заявлених автомобілів не відповідала фактичній. У зворотному напрямку машини використовували для вивезення тіл загиблих російських військовослужбовців.
Шістдесят сьомий конвой був заповнений на 50-60%.

## Хронологія
| Дата              | Порядковий номер           | К-ть вантажівок | Приблизна вага вантажів (т) |
| ----------------- | -------------------------- | --------------- | --------------------------- |
| 22 серпня 2014    | Перший конвой              | 280             | 2400                        |
| 13 вересня 2014   | Другий конвой              | 200             | 2000                        |
| 20 вересня 2014   | Третій конвой              | 170             | 2000                        |
| 31 жовтня 2014    | Четвертий конвой           | 100             | 1000                        |
| 2 листопада 2014  | П'ятий конвой              | 100             | 1000                        |
| 4 листопада 2014  | Шостий конвой              | 20              | 100                         |
| 16 листопада 2014 | Сьомий конвой              | 74              | 450                         |
| 30 листопада 2014 | Восьмий конвой             | 100             | 1000                        |
| 12 грудня 2014    | Дев'ятий конвой            | 130             | 1200                        |
| 21 грудня 2014    | Десятий конвой             | 180             | 1400                        |
| 8 січня 2015      | Одинадцятий конвой         | 120             | 1400                        |
| 31 січня 2015     | Дванадцятий конвой         | 176             | 1500                        |
| 8 лютого 2015     | Тринадцятий конвой         | 170             | 1800                        |
| 15 лютого 2015    | Чотирнадцятий конвой       | 170             | 1800                        |
| 20 лютого 2015    | П'ятнадцятий конвой        | 30              | 200                         |
| 27 лютого 2015    | Шістнадцятий конвой        | 170             | 1800                        |
| 4 березня 2015    | Сімнадцятий конвой         | 160             | 2000                        |
| 7 березня 2015    | Вісімнадцятий конвой       | 20              | 200                         |
| 14 березня 2015   | Дев'ятнадцятий конвой      | 50              | 250                         |
| 15 березня 2015   | Двадцятий конвой           | 80              | 700                         |
| 20 березня 2015   | Двадцять перший конвой     | 173             | 1900                        |
| 26 березня 2015   | Двадцять другий конвой     | 140             | 1600                        |
| 2 квітня 2015     | Двадцять третій конвой     | 120             | 1400                        |
| 16 квітня 2015    | Двадцять четвертий конвой  | 123             | 1500                        |
| 23 квітня 2015    | Двадцять п'ятий конвой     | 120             | 1400                        |
| 14 травня 2015    | Двадцять шостий конвой     | 100             | 1000                        |
| 21 травня 2015    | Двадцять сьомий конвой     | 100             | 1000                        |
| 28 травня 2015    | Двадцять восьмий конвой    | 100             | 1000                        |
| 11 червня 2015    | Двадцять дев'ятий конвой   | 100             | 1000                        |
| 18 червня 2015    | Тридцятий конвой           | 100             | 1000                        |
| 25 червня 2015    | Тридцять перший конвой     | понад 100       | понад 1000                  |
| 16 липня 2015     | Тридцять другий конвой     | понад 100       | понад 1000                  |
| 23 липня 2015     | Тридцять третій конвой     | понад 100       | понад 1000                  |
| 30 липня 2015     | Тридцять четвертий конвой  | понад 100       | понад 1000                  |
| 14 серпня 2015    | Тридцять п'ятий конвой     | 102             | понад 1000                  |
| 20 серпня 2015    | Тридцять шостий конвой     | понад 100       | понад 1000                  |
| 27 серпня 2015    | Тридцять сьомий конвой     | понад 100       | понад 1100                  |
| 17 вересня 2015   | Тридцять восьмий конвой    | понад 100       | понад 1200                  |
| 24 вересня 2015   | Тридцять дев'ятий конвой   | понад 100       | понад 1200                  |
| 30 вересня 2015   | Сороковий конвой           | понад 100       | понад 1200                  |
| 15 жовтня 2015    | Сорок перший конвой        | понад 100       | понад 1100                  |
| 22 жовтня 2015    | Сорок другий конвой        | понад 100       | понад 1000                  |
| 29 жовтня 2015    | Сорок третій конвой        | 106             | понад 1000                  |
| 12 листопада 2015 | Сорок четвертий конвой     | 100             | понад 1100                  |
| 19 листопада 2015 | Сорок п'ятий конвой        | понад 100       | понад 1100                  |
| 26 листопада 2015 | Сорок шостий конвой        | 101             | понад 1000                  |
| 17 грудня 2015    | Сорок сьомий конвой        | понад 100       | понад 1100                  |
| 24 грудня 2015    | Сорок восьмий конвой       | понад 100       | понад 1000                  |
| 18 лютого 2016    | Сорок дев'ятий конвой      | понад 100       |                             |
| 24 березня 2016   | П'ятдесятий конвой         | близько 90      | понад 1100                  |
| 21 квітня 2016    | П'ятдесят перший конвой    | близько 100     | понад 1200                  |
| 26 травня 2016    | П'ятдесят другий конвой    | 100             | 1200                        |
| 23 червня 2016    | П'ятдесят третій конвой    | більше 40       | понад 400                   |
| 21 липня 2016     | П'ятдесят четвертий конвой | більше 50       | понад 400                   |
| 20 серпня 2016    | П'ятдесят п'ятий конвой    | більше 70       | понад 600                   |
| 25 серпня 2016    | П'ятдесят шостий конвой    | більше 70       | понад 600                   |
| 27 жовтня 2016    | П'ятдесят сьомий конвой    | 40              | понад 400                   |
| 24 листопада 2016 | П'ятдесят восьмий конвой   | понад 40        | понад 400                   |
| 22 грудня 2016    | П'ятдесят дев'ятий конвой  | 46              | понад 400                   |
| 21 лютого 2017    | Шістдесятий конвой         | 26              | понад 300                   |
| 28 лютого 2017    | Шістдесят перший           | 25              | понад 300                   |
| 16 березня 2017   | Шістдесят другий           | 40              | понад 400                   |
| 23 березня 2017   | Шістдесят третій           | 40              | понад 400                   |
| 27 квітня 2017    | Шістдесят четвертий        | 41              | понад 400                   |
| 25 травня 2017    | Шістдесят п'ятий           | 42              | понад 400                   |
| 15 червня 2017    | Шістдесят шостий           | 55              | понад 500                   |
| 27 липня 2017     | Шістдесят сьомий           | 21              | понад 200                   |
| 24 серпня 2017    | Шістдесят восьмий          | 56              | близько 750                 |
| 28 вересня 2017   | Шістдесят дев'ятий         | 40              | 500                         |
| 26 жовтня 2017    | Семидесятий                | 40              | 400                         |
| 23 листопада 2017 | Сімдесят перший            | 53              | 450                         |
| 21 грудня 2017    | Сімдесят другий            | 40              | 450                         |
| 25 січня 2018     | Сімдесят третій            | 40              | 400                         |
| 22 лютого 2018    | Сімдесят четвертий         | 40              | 430                         |
| Всього            |                            | понад 7277      | понад 63330                 |

## Оцінки заходу

### Україна
4 липня 2014 року Секретар РНБО Андрій Парубій повідомив, що Росія продовжує підтримувати бойовиків на Донбасі, маскуючи свої військові поставки під гуманітарну допомогу:
|  | Коли Путін або інші російські чиновники говорять про необхідність надання гуманітарної допомоги і посилають в Україну "гуманітарні грузи", то це лише прикриття для спроб перекинути нові підрозділи російських бойовиків, спецпризначенців ГРУ й озброєння [133] |
22 серпня 2014 року Президент України Петро Порошенко охарактеризував характер входження конвою на територію України як порушення міжнародного права.
У листопаді 2014 року голова Донецької ОДА Олександр Кіхтенко заявив, що після заходу на територію України чергового «гуманітарного конвою» посилюються обстріли бойовиками позицій українських військових та населених пунктів, що знаходяться під їх контролем.
Наприкінці січня 2015 року Президент України Петро Порошенко заявив: «Сотні тисяч українців в зоні конфлікту потребують справжньої гуманітарної допомоги, а не тієї квазі-допомоги, яку … незаконно переправляє на Донбас РФ, і яка складається з палива для танків і зброї для терористів»
На переговорах у Мінську на початку жовтня 2015 року українська делегація в чергове жорстко поставила питання незаконного переміщення на територію України російських «гумконвоїв». «І ми не знаємо, що в них завозилося, але точно не гуманітарна допомога. МЗС після кожного конвою надсилає ноти з протестом, а Путін „слушаєт да ест“», — повідомив радник Міністра внутрішніх справ України Антон Геращенко.

### Велика Британія
22 серпня 2014 року заступник міністра закордонних справ Великої Британії Девід Лідінгтон заявив, що глибоко занепокоєний тим, що російська колона увійшла на територію України без згоди українського уряду. На його думку це «провокаційний акт, який порушує попередні домовленості» згідно з якими нинішній український уряд має дати «згоду на введення конвою на територію України» поряд з «забезпеченням Міжнародного Комітету Червоного Хреста відповідно конвою справжнім гуманітарним потребам». За словами Лідінгтона, Росії слід «утриматися від будь-яких провокаційних кроків», які будуть, на його думку, лише сприяти «ескалації напруженості в регіоні».
23 серпня 2014 року постійний представник Великої Британії при ООН Марк Лайалл Грант за підсумками екстреної закритої наради Ради Безпеки ООН у зв'язку з перетинанням українського кордону колоною з російською гуманітарною допомогою заявив, що під час обговорення багато країн висловили стурбованість відправкою російського конвою, назвавши ці дії «незаконним одностороннім кроком Росії».

### Європейський Союз
22 серпня 2014 року Європейська комісія в своїй заяві повідомила, що Європейський Союз вважає «порушенням недоторканності українського кордону» перетин автоколоною з гуманітарною допомогою з Росії, і закликає російську сторону «переглянути одностороннє рішення». Європейська служба зовнішніх справ заявила, що висловлює жаль «про рішення Росії відправити гуманітарний конвой на українську територію без супроводу МКЧХ», оскільки вважає, що «це явне порушення українського кордону, що йде врозріз з попередніми домовленостями, досягнутими між Україною, Росією і МКЧХ» і закликала Росію скасувати таке рішення.

### НАТО
22 серпня 2014 року Генеральний секретар НАТО Андерс Фог Расмуссен заявив: «Я засуджую введення так званого гуманітарного конвою на українську територію без дозволу української влади і без будь-якої участі Міжнародного комітету Червоного Хреста»

### ООН
22 серпня генеральний секретар ООН Пан Гі Мун висловив глибоку стурбованість просуванням гуманітарної колони до Луганська, закликавши «всі сторони, зокрема, Україну і Російську Федерацію продовжити спільну роботу в координації з міжнародним співтовариством для забезпечення того, щоб гуманітарна допомога дійшла до найбільш постраждалих районів» і проявити «максимальну стриманість і уникати ескалації».

### США
Помічник держсекретаря США Вікторія Нуланд наприкінці листопада 2014 року заявила про те, що «конвої гуманітарної допомоги», які Росія направляє на Донбас, очевидно, складається з палива для танків та обмундирування для солдатів
На початку листопада 2017 року тимчасовий повірений у справах США при ОБСЄ заявив, що російські «гуманітарні» конвої є вагомим доказом причетності Росії до конфлікту на Сході України

### Росія
Російська правозахисниця й засновниця групи у Фейсбуці «Вантаж-200 з України в Росію» Олена Васильєва 6 січня 2015 року на прес-конференції у Києві заявила, що на території, підконтрольні терористам «ДНР» та «ЛНР», військовослужбовців армії РФ "дуже багато завозять всередині «гуманітарних КамАЗів».

## В мистецтві
Російським «гуманітарним конвоям» була присвячена пісня.
|  | <...>Гуманітарний наш конвой довезе вантаж рідній землі Вже не злічити вкотре зустрічайте нас Донецьк, Луганськ<...> Оригінальний текст (рос.) <...>Доставит груз земле родной гуманитарный наш конвой Уже не счесть в который раз встречайте нас Донецк, Луганск<...> |